# Vallée de la Vézère

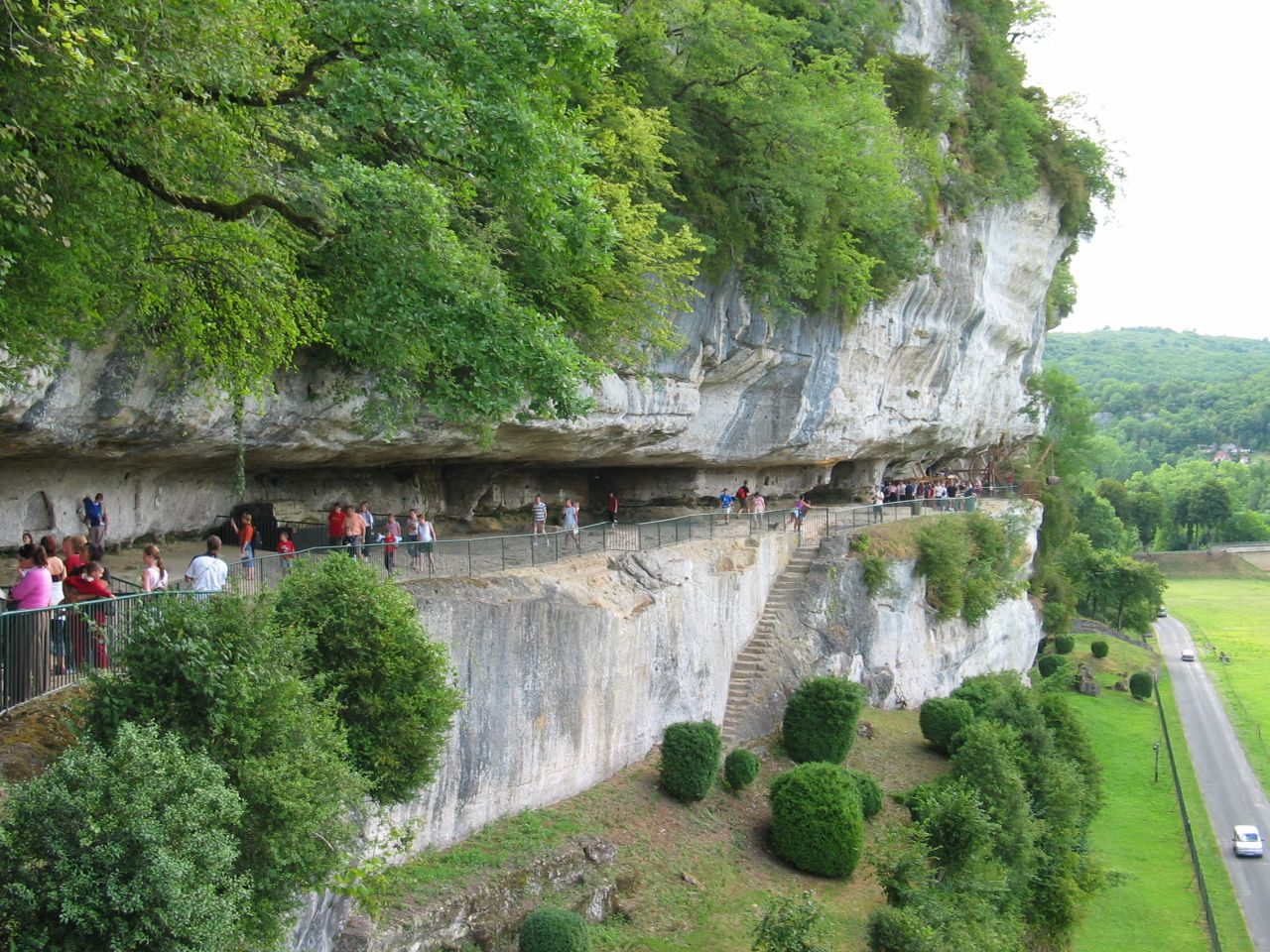
La falaise de la Roque Saint-Christophe, en rive gauche de la Vézère.

La vallée de la Vézère est une vallée située dans le département de la Dordogne en Périgord noir, dans la région Nouvelle-Aquitaine en France.

## Géographie
La rivière Vézère donne son nom à la vallée située en Dordogne. Elle serpente et se fraye un chemin entre des falaises de calcaire couvertes par des forêts de châtaigniers et de chênes verts. Cette vallée constitue une remarquable voie touristique par la beauté des paysages qu'elle traverse et l’intérêt des témoignages laissés surtout aux environs de Montignac et des Eyzies par les générations d'hommes qui se sont succédé depuis environ 100 000 ans. 
Née sur le plateau de Millevaches, au nord-ouest de Meymac, la Vézère court à travers les landes granitiques monotones du Limousin, serpentant dans un lit encombré de cailloux, au milieu des collines de la Corrèze. Très tôt domestiquée, elle s'étale en deux vastes retenues — le lac de Viam et le lac des Bariousses — dues aux barrages de Monceaux la Virolle et de Treignac aménagés à des étranglements de la vallée où la rivière continuait autrefois en cascades.

## Vestiges préhistoriques

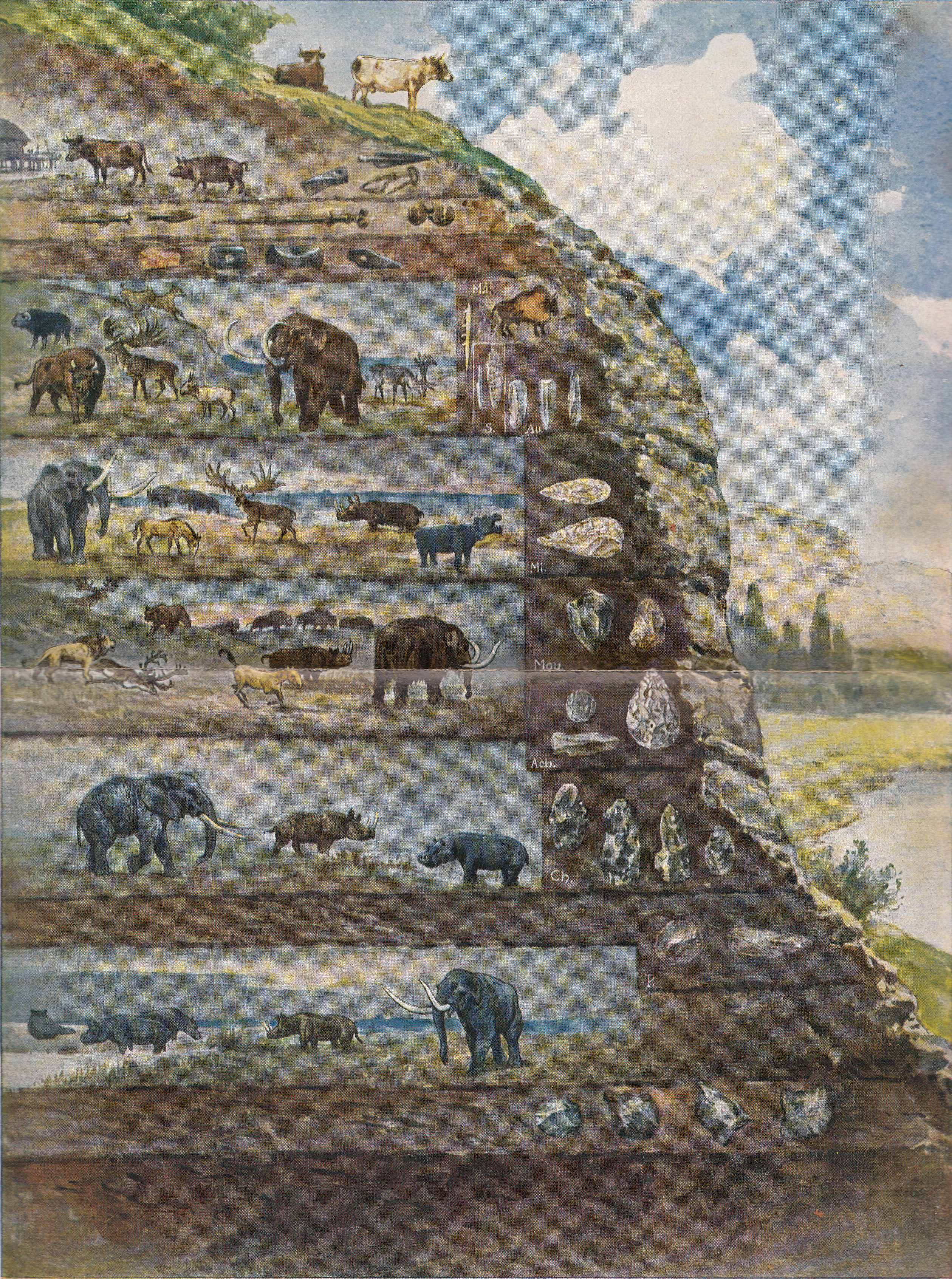
Coupe stratigraphique illustrée de la vallée de la Vézère.

En une cinquantaine de kilomètres, la vallée de la Vézère rassemble quelques-uns des plus riches et des plus célèbres sites de la Préhistoire européenne, témoignant de 400 000 années d'occupation humaine.
En effet, la région comporte 147 gisements remontant jusqu'au Paléolithique, pas moins de 25 grottes ornées. Des centaines de milliers de vestiges lithiques, osseux et artistiques y ont été découverts.
Elle présente un intérêt exceptionnel d'un point de vue ethnologique, anthropologique et esthétique avec ses peintures pariétales, en particulier celles de la grotte de Lascaux dont la découverte fortuite par des adolescents en 1940 a marqué une date dans l'histoire de la connaissance de l'art préhistorique. Cette grotte a été surnommée la « Chapelle Sixtine de la Préhistoire ». Ses parois ont livré une centaine de figures animales, étonnantes par la précision de l'observation, la richesse des coloris et la vivacité du rendu.
La commune des Eyzies, capitale mondiale de la Préhistoire, est un autre haut-lieu. On peut y visiter les grottes des Combarelles et Font-de-Gaume, l'abri de Cap Blanc ainsi que les gisements de Laugerie-Basse et de Laugerie-Haute. Le musée du site de l'abri Pataud permet de comprendre le principe stratigraphique sur lequel s'appuient les fouilles archéologiques.
Pour Louis-René Nougier, le cœur de la Vallée de la Vézère a été occupé par une population nomade et chasseresse durant plus de 30 000 ans. 
Le Musée national de Préhistoire présente l'une des plus complètes collections d'objets préhistoriques. Tout proche, le roc de Cazelle met en scène la vie de ses occupants, de la Préhistoire jusqu'au siècle dernier. Bien d'autres sites de la vallée de la Vézère méritent d'être cités : au Moustier, l'impressionnant fort troglodytique de la Roque Saint-Christophe qui retrace 55 000 ans d'occupation sur 800 mètres de falaise ; à Tursac, l'abri de la Madeleine, surmonté d'un château médiéval, et qui a donné son nom à la culture magdalénienne ; citons encore, à Sergeac, les abris de Castel Merle et à Rouffignac la grotte de Rouffignac ou « grotte aux cent mammouths ».
En 2010, le centre d'accueil de la Préhistoire a été ouvert aux Eyzies. Il vise à accueillir le public pour le guider dans sa découverte de la Préhistoire en Dordogne.

## Patrimoine mondial de l'UNESCO
Sous l'appellation sites préhistoriques et grottes ornées de la vallée de la Vézère, 14 sites de la vallée de la Vézère ont été classés au patrimoine mondial de l'UNESCO en octobre 1979. Ce véritable sanctuaire de l’art préhistorique est l'un des sites archéologiques les plus importants d’Europe.

## Opération Grand site
La vallée de la Vézère fait, depuis 2009, l'objet d'un travail collectif visant à l'inscrire dans la démarche Grand Site de France. Les objectifs sont de (re)mettre en valeur ses falaises et de protéger son patrimoine culturel et naturel en canalisant les flux touristiques.
En février 2014, la Commission supérieure des sites s'est prononcée favorablement aux projets de classement (11 500 hectares sur vingt communes) et d'inscription (16 500 hectares sur onze autres communes) de la vallée de la Vézère, en vue d'une labellisation parmi les Grands Sites de France à l'horizon 2018, suivie d'une demande de classement de l'ensemble auprès de l'UNESCO pour 2020.
Le 11 décembre 2015, le site de la vallée de la Vézère et de sa confluence avec les Beunes est classé par décret parmi les grands sites d'Aquitaine dont elle devient le plus étendu avec 11 500 hectares,. Ce classement intègre également le site préhistorique de la Ferrassie et la grotte de Rouffignac.
Le 28 juillet 2016, l'arrêté préfectoral no 24-2016-07-28-003 porte inscription du site de la vallée de la Vézère parmi ceux du département de la Dordogne, « en raison de son caractère historique, pittoresque et scientifique ». Le site concerne 31 communes et s'étend sur 16 609 hectares : quinze communes traversées ou bordées par la Vézère depuis Condat-sur-Vézère jusqu'à Saint-Chamassy mais sans Limeuil : Condat-sur-Vézère, Les Farges, Aubas, Montignac, Valojoulx, Thonac, Sergeac, Saint-Léon-sur-Vézère, Peyzac-le-Moustier, Tursac, Les Eyzies-de-Tayac-Sireuil, Campagne, Saint-Cirq, Le Bugue, Saint-Chamassy), dix en rive gauche : Saint-Amand-de-Coly, La Chapelle-Aubareil, Tamniès, Marcillac-Saint-Quentin, Marquay, Sarlat-la-Canéda, Saint-André-d'Allas, Meyrals, Saint-Cyprien, Audrix, et six en rive droite : Plazac, Rouffignac-Saint-Cernin-de-Reilhac, Fleurac, Mauzens-et-Miremont, Savignac-de-Miremont, Manaurie.
Le 21 novembre 2019, le projet « Grand Site Vallée Vézère », attribué pour six ans, est validé par le grand jury du ministère de la Transition écologique et solidaire. La vallée de la Vézère est labellisée Grand Site de France en 2020, validée par décret ministériel du 31 janvier.